# Fondation de Lourmarin Laurent-Vibert
La Fondation de Lourmarin Laurent-Vibert résulte de la volonté de Robert Laurent-Vibert de céder son château de Lourmarin au profit de l’Académie des sciences, agriculture, arts et belles-lettres d’Aix, (dite Académie d’Aix), à charge pour celle-ci de créer une fondation chargée de l’entretien et de la gestion du château et de ses collections.

## Historique
Robert Laurent-Vibert décède dans un accident de voiture en avril 1925. Selon ses vœux, l'Académie d'Aix entreprend immédiatement la mise en place de la Fondation dont les statuts sont approuvés par décret du président de la République du 31 août 1927. Par ce même décret, la Fondation est reconnue d’intérêt public.
La fondation est officiellement inaugurée en novembre 1927,.
Les statuts d'origine ont été actualisés par arrêté ministériel du 8 novembre 2001.
La Fondation et le château reçoivent de nombreuses visites de femmes et hommes célèbres, la plus prestigieuse étant celle de sa Majesté Elizabeth, Reine Mère de Grande Bretagne, le 9 avril 1965.
Son siège est basé à Lourmarin, village classé parmi les Plus Beaux Villages de France. Situé à l’est du département de Vaucluse, il se niche à la sortie d'une combe portant son nom, la combe de Lourmarin, unique passage entre le petit et le grand Luberon.

## Mission
La mission de la Fondation est décrit par le premier article de ses statuts :

« La Fondation de Lourmarin Laurent-Vibert fondée en 1926, a pour but en exécution des dernières volontés exprimées par M. Robert Laurent-Vibert, dans son testament, de contribuer à sauvegarder en terre provençale l’Art et la Pensée de la Patrie. Elle assure l’entretien et la gestion du Château de Lourmarin, en développe les bibliothèques et les collections, reçoit les jeunes artistes, chercheurs, savants et écrivains, à titre de pensionnaires, qui sont, pendant leur séjour, défrayés de toutes dépenses. »

## Administration
La Fondation est administrée par un conseil de 12 membres :
- 4 membres de droit :

Le Ministre de l’Intérieur ou son représentant
Le Ministre de la Culture ou son représentant
Le Président du Conseil Régional ou son représentant
Le Président du Conseil Départemental ou son représentant.
- 4 membres au titre des fondateurs :

Le Président de l’Académie d’Aix ou son délégué
3 membres de l’Académie d’Aix choisis par elle en son sein.
- 4 membres cooptés.

Le siège social est fixé au château de Lourmarin dans le Vaucluse.

## Fonctionnement

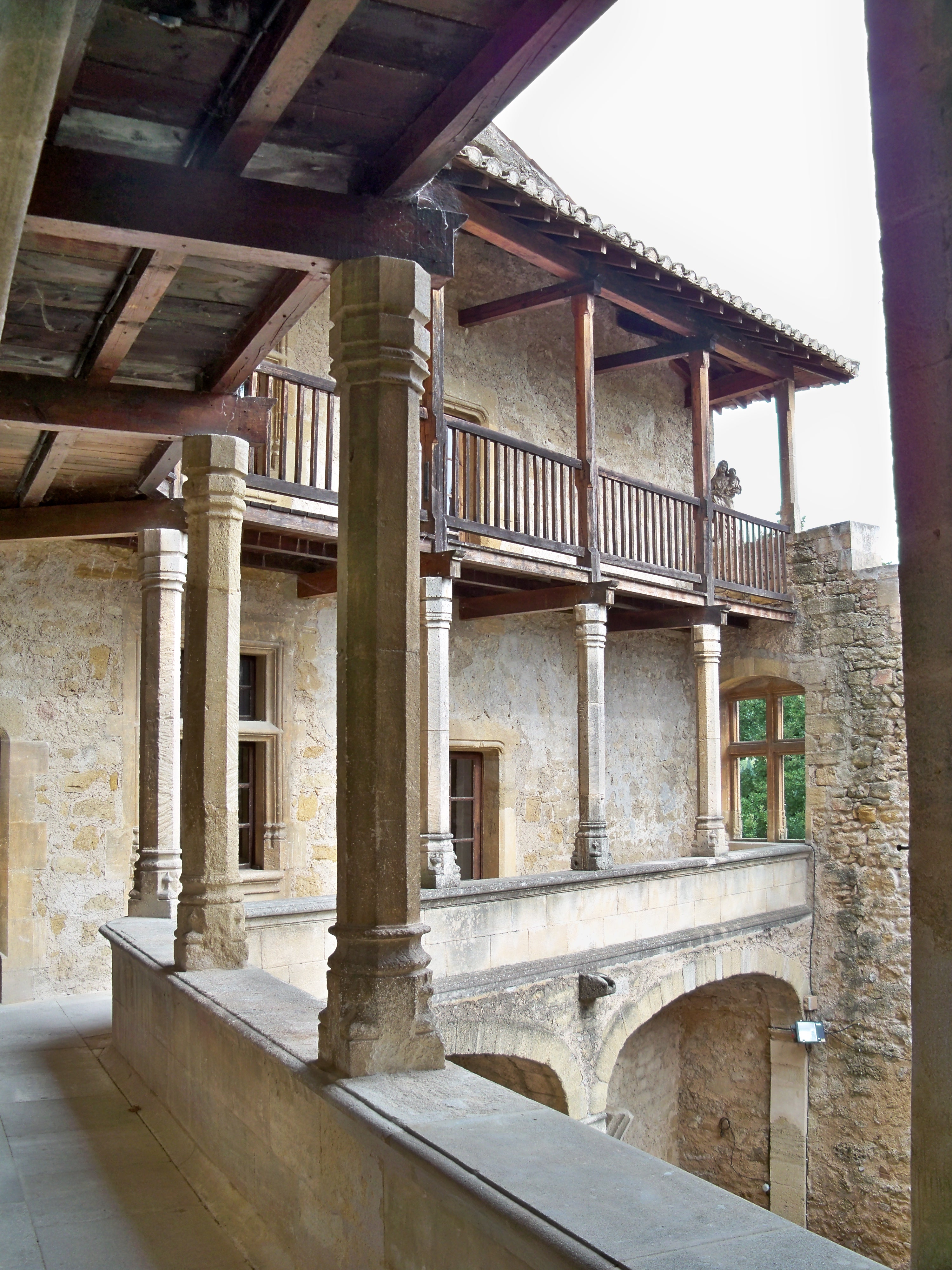
Loggia du château.

Les ressources financières de fonctionnement résultent essentiellement des droits d’entrée dans le château, des concerts et des conférences. Ces activités ne sont pas réservées à la seule période estivale mais au contraire s’étendent sur toute l’année.
| Source de financement                | Part |
| ------------------------------------ | ---- |
| Ressources propres                   | 90%  |
| Subvention de collectivités publique | 2%   |
| Mécénat                              | 8%   |

Elle emploie des salariés permanents ou saisonniers. Elle fait largement appel au bénévolat notamment avec le concours des membres de l’Association des Amis de Lourmarin, association ayant pour objet d’apporter à la Fondation « tout l’appui possible, tant par une aide pécuniaire…que par l’influence ou l’activité de ses membres. » (Article premier des statuts de l’Association).
Le château de Lourmarin est classé par les Monuments Historiques (arrêté du 16 mai 1979). Lorsque des travaux d’investissements sont nécessaires, la Fondation fait appel au concours de l’État (Drac) et des collectivités territoriales.

## La résidence d’artistes
Depuis 1929 et conformément au vœu de Robert Laurent-Vibert, la Fondation accueille chaque année des jeunes artistes ou chercheurs. Ils sont logés gracieusement au château et reçoivent une bourse journalière pour leurs frais de bouche. De disciplines variées – solistes, compositeurs, sculpteurs, graveurs, plasticiens, écrivains – ils disposent de différents lieux de travail. Les pianistes disposent de trois pianos (Steinway, Blüthner, Érard).
Depuis l’origine, ce sont près de 600 artistes et chercheurs qui ont profité de ces séjours. Parmi eux on note de nombreux noms qui sont devenus célèbres :
- 1930 et 1931, Jean Grenier, écrivain, philosophe, professeur d’Albert Camus
- 1951, Pierre Barbizet, pianiste
- 1963 et 1964, Jean Cardot, sculpteur, membre de l’Institut
- 1971, Gérard Klein, économiste, écrivain
- 1980, Denis Coutagne, historien de l’art, conservateur du musée Granet d’Aix
- 1980, Jean-Yves Thibaudet, pianiste
- 1981, Dominique de Williencourt, violoncelliste
- 1983, Christophe Rousset, claveciniste et chef d'orchestre
- 1983, Pierre Fabre, capoulié du Félibrige de 1992 à 2006
- 1985, Jean-François Zygel, pianiste, professeur, compositeur.

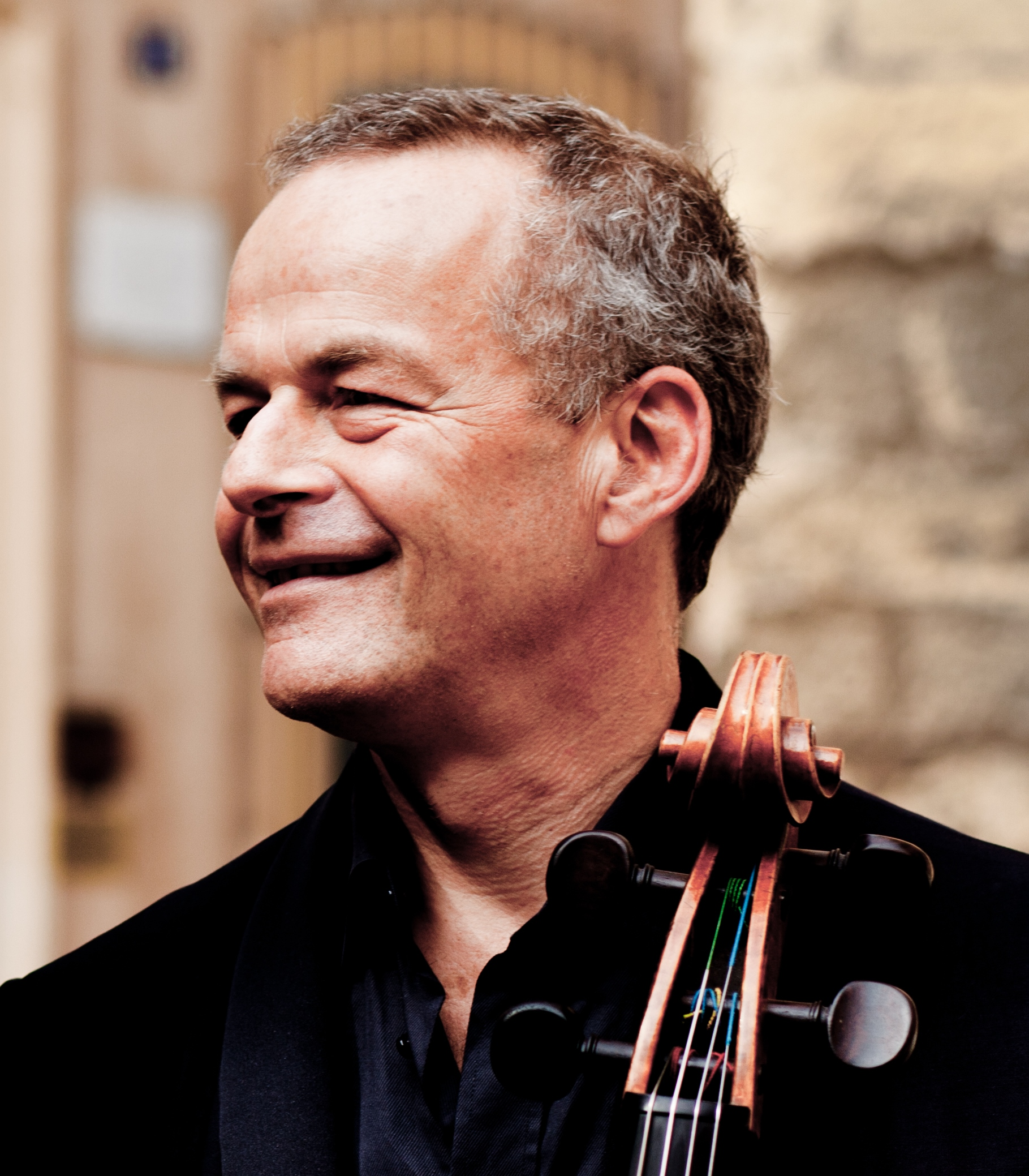
Dominique de Williencourt
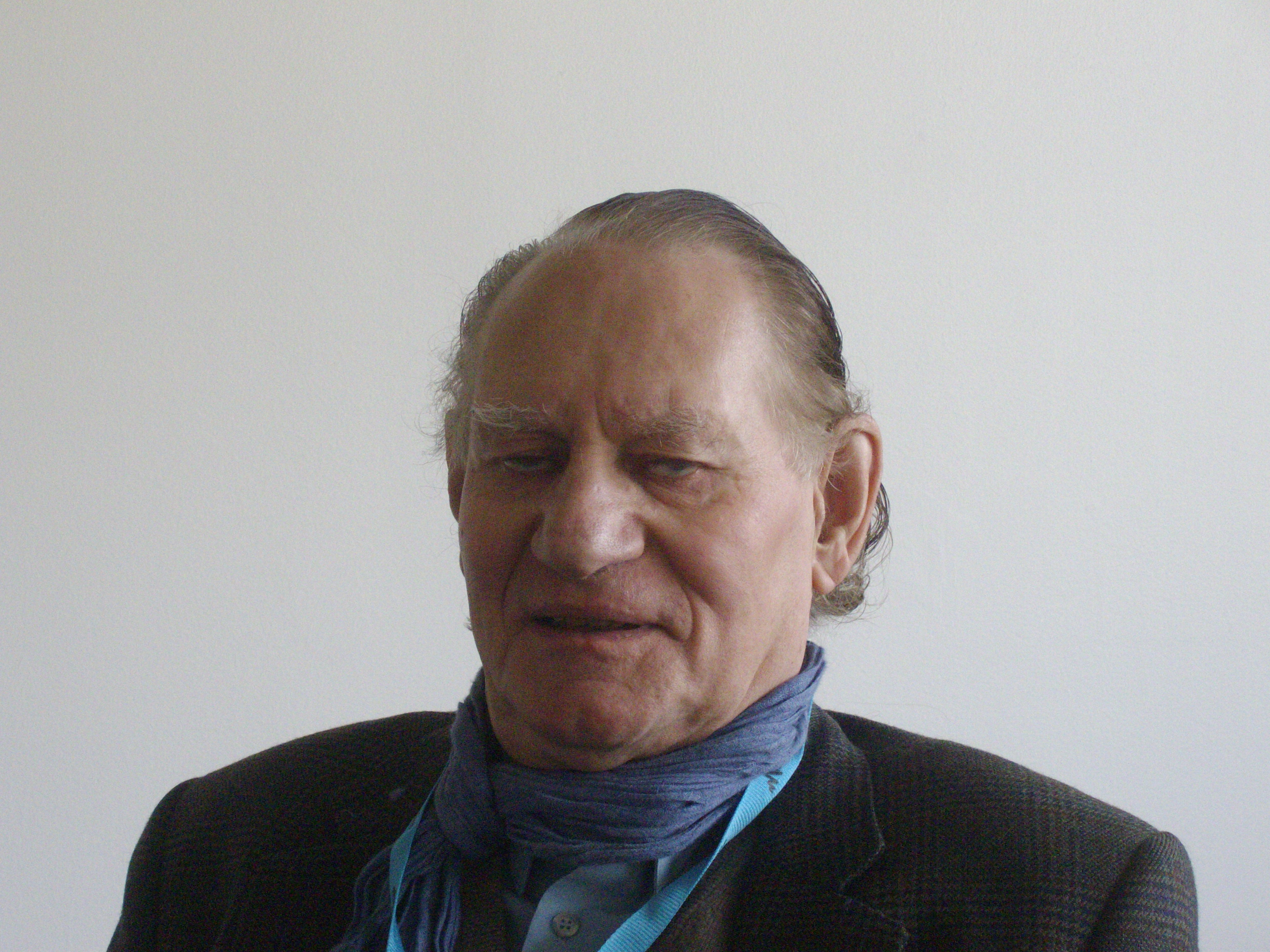
Gérard Klein

## Les concerts

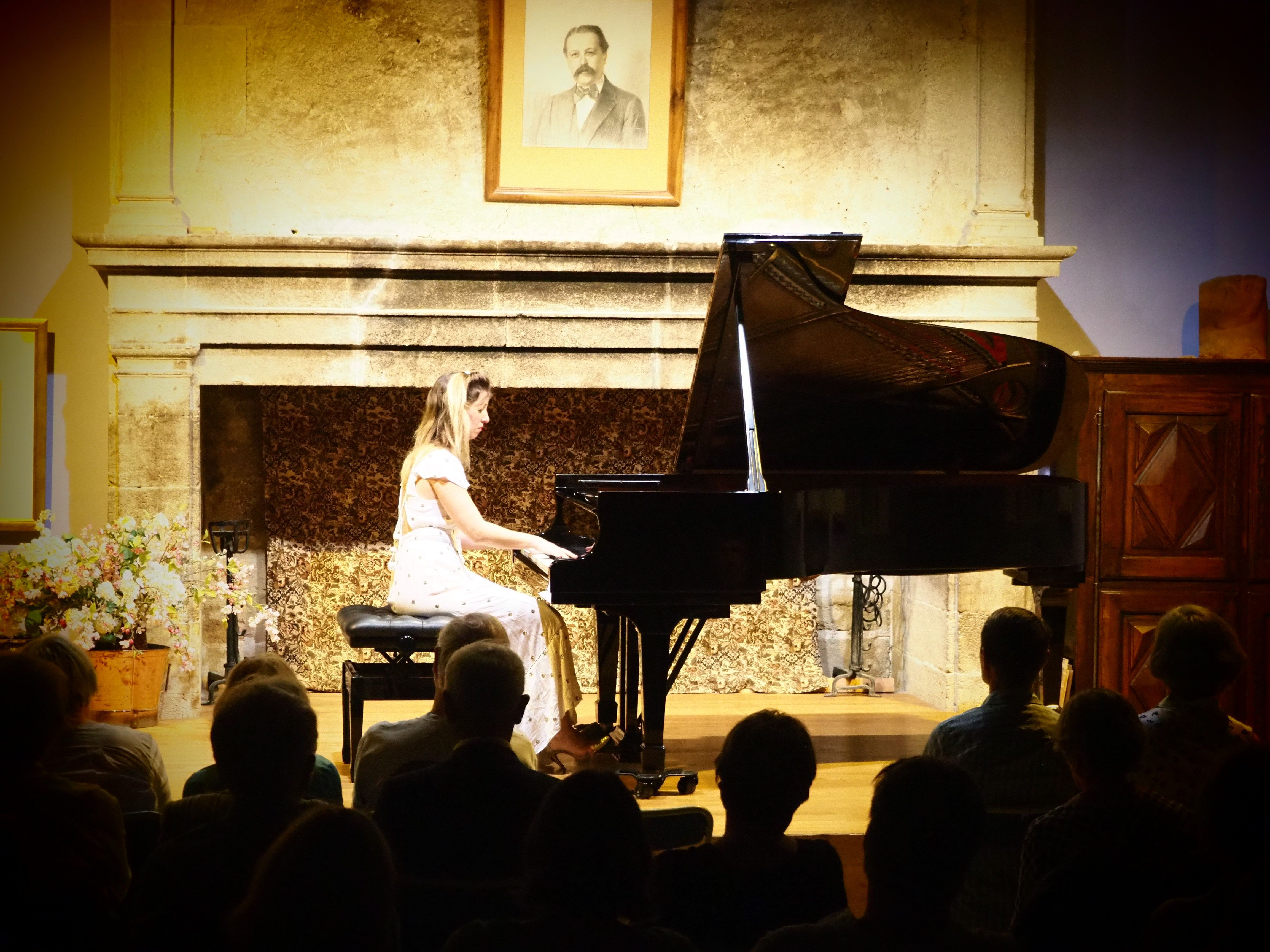
Concert - Célia Oneto Bensaid.

Dès le printemps et jusqu’au mois d’octobre, la Fondation organise des concerts de solistes, trios, quatuors pour la plupart avec de jeunes artistes mais au talent déjà reconnu au moins sur le plan national. Les musiciens en résidence participent à ces concerts.
Au total, ce sont plus de 30 concerts qui chaque année accueillent le public régional et de nombreux touristes étrangers qui séjournent dans le Luberon.
Le château est aussi le lieu de manifestations ponctuelles concernant aussi bien la musique contemporaine que la musique classique.